# Список королей Иерусалима
Список монархов Иерусалимского королевства, существовавшего в период с 1099 по 1291 год.
| Король/Королева | Связь с предшественниками | Годы правления                                                                                        | Регент |
| --- | --- | --- | --- |
| Готфрид Бульонский (Защитник Гроба Господня) | | 1099—1100                                                                                             | 1099—1100 |
| Балдуин I | брат Готфрида | 1100—1118                                                                                             | 1100—1118 |
| Балдуин II | родственник (возможно, двоюродный племянник) Готфрида и Балдуина I                                                                           | 1118—1131                                                                                             | Евстахий Гранье, сеньор Сидона и Цезареи, коннетабль Иерусалима (Регент, 1123) Гильом де Бюр, коннетабль Иерусалима (Регент, 1123—1124)                                     |
| Мелисенда и Фульк | дочь Балдуина II и её муж | 1131—1153 Фульк потерял влияние после 1136, и умер в 1143. Мелисенда продолжила правление после него. | 1131—1153 Фульк потерял влияние после 1136, и умер в 1143. Мелисенда продолжила правление после него.                                                                       |
| Балдуин III | сын Мелисенды и Фулька | 1143—1162, был коронован в качестве соправителя Мелисенды 1143; получил полную власть в 1153          | Мелисенда (Регент и советчик, 1154—1161) |
| Амори I | сын Мелисенды и Фулька | 1162—1174                                                                                             | 1162—1174 |
| Балдуин IV | сын Амори I | 1174—1185                                                                                             | Раймунд III, граф Триполи (регент, 1174—1177) Ги де Лузиньян (регент, 1183—1184)                                                                                            |
| Балдуин V | внук Амори I | 1185—1186                                                                                             | Раймунд III, граф Триполи (Регент, 1185—1186) |
| Сибилла и Ги де Лузиньян | мать Балдуина V (старшая дочь Амори I) и её второй муж                                                                                       | 1186—1187                                                                                             | 1186—1187 |
| Иерусалим захвачен Айюбидами в 1187; Сибилла умерла в 1190, но Ги отказался отдавать корону; спор о праве на трон длился до 1192, после этого в руках королей находилась только узкая прибрежная полоса | | | |
| Изабелла I | вторая дочь Амори I | 1192—1205                                                                                             | 1192—1205 |
| вместе с Конрад I Монферратский | второй муж Изабеллы I | 1192                                                                                                  | 1192 |
| вместе с Генри II Шампанский | третий муж Изабеллы I | 1192—1197                                                                                             | 1192—1197 |
| вместе с Амори II, Король Иерусалима | четвёртый муж Изабеллы I, брат Ги | 1198—1205                                                                                             | 1198—1205 |
| Мария Монферрат | дочь Изабеллы I и Конрада | 1205—1212                                                                                             | Жан I Ибелин (Регент, 1205—1210) |
| вместе с Иоанн де Бриенн | муж Марии | 1210—1212                                                                                             | 1210—1212 |
| Иоланта (Изабелла II) | дочь Марии и Иоанна | 1212—1228                                                                                             | Иоанн де Бриенн (регент 1212—1225) |
| вместе с Фридрих II Гогенштауфен | муж Иоланты | 1225—1228                                                                                             | 1225—1228 |
| Конрад II Гогенштауфен | сын Иоланты и Фридриха | 1228—1254                                                                                             | Фридрих II (Регент, 1228—1243) королева Алиса Кипрская (регент, 1243—1246) король Генрих I Кипрский (регент, 1246—1253) королева Плезанция Антиохийская (регент, 1253—1254) |
| Конрад III Гогенштауфен | сын Конрада II | 1254—1268                                                                                             | королева Плезанция Антиохийская (Регент, 1254—1261 Изабелла де Лузиньян (Регент, 1261—1264) Гуго Антиохийский (регент, 1264—1268 (права оспаривал Гуго де Бриенн))          |
| Гуго I | правнук Изабеллы I и Генри II, также король Кипра под именем Гуго III, также на королевство претендовали Гуго де Бриенн и Мария Антиохийская | 1268—1284 (фактически до 1276, с 1277 королевство находилось в руках Карла I Анжуйского)              | 1268—1284 (фактически до 1276, с 1277 королевство находилось в руках Карла I Анжуйского)                                                                                    |
| Карл I Анжуйский | | 1277—1285 (Противник Гуго и Жана)                                                                     | 1277—1285 (Противник Гуго и Жана) |
| Жан I | сын Гуго | 1284—1285 (Противник Карла I Анжуйского)                                                              | 1284—1285 (Противник Карла I Анжуйского) |
| Генрих II | сын Гуго | 1285—1291                                                                                             | 1285—1291 |
| Акра захвачена мамлюками в 1291 году; конец Иерусалимского королевства. | | | |